# Austroarcturus foveolatus
Austroarcturus foveolatus là một loài chân đều tthuộc họ Holidoteidae. Loài này được Kensley miêu tả khoa học vào năm 1975.